# Buddy Alexander
Stewart Murray (Buddy) Alexander (Saint Petersburg, Florida, 20 februari 1953) is een Amerikaans voormalig golfer en golfcoach. Hij is de zoon van Skip Alexander en de vader van Tyson Alexander.

## Speler
Hoewel hij naast de golfbaan van de Lakewood Country Club opgroeide waar zijn vader head-pro was, heeft Buddy nooit golfles gekregen van Skip Alexander. Zijn ouderlijk huis stond bijna naast de achtste green.
Buddy Alexander heeft ongeveer tien jaar als amateur gespeeld en enkele toernooien gewonnen waaronder het Amerikaans Amateur in 1986. Hij bekroonde zijn amateurcarrière door de Walker Cup te spelen, waarna veel spelers professional worden, maar hij wilde net als zijn vader coach worden.

### Gewonnen
- 1976: Azalea Invitational
- 1977: Eastern Amateur
- 1986: Amerikaans Amateur

### Teams
- 1986: Eisenhower Trophy
- 1987: Walker Cup

## Coach
Van 1983 tot 1987 was Buddy Alexander coach van het damesteam van de Louisiana State University, en in 1977 werd hij de coach van het herenteam van de Georgia Southern University, slechts twee jaar nadat hij daar was afgestudeerd, en hij bleef dat tot 1990. In januari 1988 werd hij hoofd-golfcoach van de Florida Gators van de Universiteit van Florida. 
In 2005 werd hij gekozen tot coach van het Amerikaanse team dat de Palmer Cup speelde.